# 法官乡
法官乡是中国陕西省商洛市山阳县下辖的一个乡。

## 行政区划
法官乡下辖以下行政区：
姚湾村、大寺庙村、法官庙村、花庙子村、五里坡村、两岔口村、黄家店村、石窑子村、铜塔沟村、碥头溪村、僧道关村